# 伊莉莎白·珍·巴克
伊莉莎白·珍·巴克，女爵巴克 (英語：Elizabeth Jean Barker, Baroness Barker，1961年1月31日—) 是自由民主黨的英國國會上議院議員。
巴克曾經就讀丹澤爾高中這間座落於蘇格蘭馬瑟威爾的中學。她也曾經就讀南安普敦大學。
巴克在1983-2007年間任職於 Age Concern，1999年7月31日巴克被授予阿那加奇高地的終身貴族頭銜-巴克女爵，她也是自由民主黨志願部門與社會企業的發言人。
巴克在上議院的演講上透露他在2013年同性婚姻法通過期間處於同性關係中。她也成為一個為年長的LGBT提供支援的慈善機構Opening Doors London贊助者之一，她同時也是亞伯特甘迺迪信託的大使。

## 外部連結
- Baroness Barker （页面存档备份，存于） profile at the site of Liberal Democrats
- Hansard 1803–2005: Ms Elizabeth Barker在國會中的貢獻